# Miguel de Cervantes
Miguel de Cervantes Saavedra (Alcalá de Henares, 29. rujna 1547. – Madrid, 23. travnja 1616.) najveći je španjolski pripovjedač i jedan od najvećih pisaca svjetske književnosti. Da i nije stvorio svoje golemo književno djelo, posebno Don Quijotea, buran život Miguela de Cervantesa Saavedre mogao bi poslužiti za proučavanje čovjeka na razmeđu dviju epoha - renesanse i baroka. 

## Životopis
Rodio se u malom mjestu kraj Madrida u velikoj obitelji koja je bila nižeg društvenog položaja. Tijekom rane mladosti često je sa svojom obitelji mijenjao mjesto boravka. Nakon školovanja u Madridu, isprva je bio kardinalov tajnik. Godine 1570. stupa u vojsku, a već sljedeće godine sudjeluje u poznatoj pomorskoj Bitci kod Lepanta u kojoj je brodovlje Španjolske, Venecije i Svete Stolice porazilo otomansku flotu, što označava početak kraja otomanske moći na Sredozemlju. Cervantes se istakao u borbi, u kojoj je izgubio ruku.
Godine 1575. vraća se u domovinu i nada se promaknuću. Na povratku su brod napali gusari i zajedno s bratom je odveden u Alžir, gdje je zatočen. Smatrajući ga uglednom i važnom osobom (jer je znao čitati i pisati), za njega su tražili vrlo visoku otkupninu koju njegova siromašna obitelj nije mogla prikupiti. Ostao je punih pet godina u zatočeništvu, dok za njega nisu platili monasi iz reda Svetog Trojstva.
Nakon povratka u domovinu ugl. piše drame, a iz tog razdoblja potječe pastirski roman Galatea (1585.). Prvi književni pokušaji nisu ga proslavili. Njegova dramska djela postaju potpuno nezanimljiva s pojavom novog shvaćanja kazališta Lope de Vege. Nakon očeve smrti ima financijskih teškoća, a neuspješni novčarski poslovi uskoro ga odvode u zatvor. Tamo počinje pisati jedno od najpoznatijih djela svjetske književnosti – roman Bistri vitez Don Quijote od Manche (El ingenioso hidalgo Don Quijote de la Mancha), čiji je prvi dio objavljen 1605., a drugi 1615. Iako zamišljen kao satira na viteške romane, Cervantes je u njemu dao humanistički orijentiranu sliku čovjekova života i njegovih bitnih zaokupljenosti, obrađujući stalni sukob između realnosti i ideala. Djelo je snažno utjecalo na razvoj romana, a na polju novele sličan će učinak imati zbirka Uzorite novele (1613.). Potkraj života objavio knjigu kazališnih tekstova Osam komedija i osam međuigri (1615.).

## Don Quijote
Pravog književnika u sebi Cervantes je otkrio tek u prozi: u Don Quijoteu i Uzoritim novelama. Godine 1605., kada se pojavio prvi dio Bistrog viteza Don Quijotea od Manche, doživio je golemu i nezapamćenu slavu. Iste godine tiskano je šest izdanja, a tijekom piščeva života još devet, te prijevodi na engleski, francuski i talijanski. I danas se posvuda u Španjolskoj susreću ovjekovječeni njegovi junaci. Don Quijote je, uz Bibliju, do danas najprevedenija knjiga u svijetu.
Želeći se obračunati s književnošću viteških romana, koja je imala golemog utjecaja ne samo na ukus, već i na moral društva, stvarajući lažni osjećaj časti, te lažan pojam ljubavi i žene, Cervantes je stvorio svevremeno djelo, a ono živi i kao balet Ludwiga Minkusa i kao opera Julesa Masseneta. U Don Quijoteovim sukobima sa stvarnošću oslikan je jedan od vječnih sukoba koji se obnavlja u svim vremenima i u svim narodima. Osjećajući u sebi poziv da bude vitez lutalica, Don Quijote je, opremivši se onako kako vitezu dolikuje, krenuo pomagati potlačenima, štititi uvrijeđene. Zbog toga je ta najveća sanjalica svjetske književnosti utjelovljenje ljudskog sna o blaženstvu slobode, čestitosti, uzoritosti, pravednosti i istine.
Upravo je razvoj Don Quijoteova sluge Sancha od gramzivog, lukavog seljaka do mudrog upravitelja pobjeda idealnih životnih načela, ono svevremeno što je nastavilo živjeti s romanom i nakon Cervantesove smrti.

## Djela
- Uzorite novele
- Osam komedija i osam međuigara
- La Galatea 1585.
- Bistri vitez Don Quijote od Manche 1605.